# Richard Paltauf
Richard Paltauf (født 9. februar 1858 i Judenburg, Steiermark, død 22. april 1924 i Wien) var en østrigsk bakteriolog.
Paltauf studerede i Graz og var assistent der og senere i Wien hos Kundrat. Paltauf var oprindelig patologisk anatom, i hvilket fag han havde habiliteret sig 1888, men han rejste til Paris, blev elev af Pasteur, og gav sig til at studere hundegalskab, hvorefter han blev bakteriolog. Efter at være vendt tilbage til Wien blev han 1892 prosektor ved Rudolfstiftung og oprettede et lille bakteriologisk laboratorium, af hvilket det senere statslige seruminstitut, hvis leder han var fra 1895, udviklede sig. Han oprettede også det første østrigske institut til bekæmpelse af hundegalskab. Paltauf udnævntes 1900 til ordentlig professor i almindelig og eksperimentel patologi. I denne stilling udfoldede han en rig litterær virksomhed og beskrev sammen med en elev blandt andet halsens lymfogranulomatose (den Paltauf-Sternbergske sygdom). Hans arbejder over agglutination er også anerkendte som særdeles værdifulde.